# Tetragonioideae
Tetragonioideae é uma subfamília botânica pertencente à família Aizoaceae. Contém os seguintes géneros:
- Tetragonia L.
- Tribulocarpus S.Moore